# 澳大利亞體育
體育在澳大利亞文化當中扮演了重要的角色。板球、澳式橄欖球、聯合式橄欖球、聯盟式橄欖球和網球都是澳大利亞最早的有組織的體育活動。現在澳大利亞主要的職業體育賽事包括澳式足球、橄欖球、板球、籃球、足球等。媒體在澳大利亞體育中扮演了重要角色，許多電視台和電台都轉播體育賽事，甚至學際的賽事也會在電視轉播。澳大利亞也參加眾多國際性體育賽事，包括奧運會和殘奧會。澳大利亞已經舉辦過兩次夏季奧運會，包括1956年墨爾本奧運會和2000年雪梨奧運會。

## 外部連結
- Australian Sports Commission （页面存档备份，存于）
- Australian Institute of Sport （页面存档备份，存于）